# 陳大田
陳大田（1969年—），臺灣政治人物。曾任臺中縣沙鹿鎮公所科長、臺中市政府建設局景觀工程科長、土木工程科長、公園管理科長、總工程司。2018年盧秀燕當選臺中市市長後出任建設局局長。